# Ceinture d'astéroïdes
Cet article concerne la ceinture d'astéroïdes située entre Mars et Jupiter. Pour les ceintures d'astéroïdes de façon plus générale, voir disque de débris.
La ceinture principale d'astéroïdes (parfois simplement ceinture d'astéroïdes ou ceinture principale) est une formation du Système solaire située entre les orbites de Mars et de Jupiter. Elle est composée de milliards d'astéroïdes non agrégés en planètes, et s'est formée il y a 4,6 milliards d'années, en même temps que notre système solaire. Tous les astéroïdes de cette ceinture sont des petits corps du Système solaire, à l'exception de Cérès, qui est une planète naine.

## Terminologie
La ceinture d'astéroïdes est une désignation ancienne qui remonte à l'époque où seule la ceinture dite principale était connue. Depuis a été découverte la Ceinture de Kuiper, beaucoup plus importante en masse et en étendue, puis le Nuage de Oort, dont la structure est encore hypothétique en raison de sa difficulté d'observation. Il n'est pas prévu actuellement de modifier la terminologie de la Ceinture d'astéroïdes mais elle est parfois précisée « ceinture d'astéroïdes principale » lorsqu'il s'agit de la distinguer d'autres ceintures analogues du Système solaire.

## Caractéristiques

### Nombre

Distribution en taille des astéroïdes de la ceinture

La ceinture d'astéroïdes contient plusieurs centaines de milliers d'astéroïdes connus, et probablement plusieurs millions, d'une taille allant du grain de poussière au planétoïde de quelques centaines de kilomètres de diamètre.
En 2018, on a déjà identifié 240 astéroïdes de plus de 100 km tandis qu'une étude systématique de la ceinture dans les infrarouges a estimé entre 700 000 et 1 700 000 le nombre d'astéroïdes plus grands qu'un kilomètre. La magnitude absolue médiane de ces astéroïdes est d'environ 16.
On considère que le nombre d'astéroïdes d'une certaine taille augmente d'un facteur 100 lorsque le diamètre diminue d'un facteur 10 (c'est-à-dire qu'il existerait 100 fois plus d'astéroïdes d'un diamètre de 100 m que de 1 km)[réf. nécessaire]. Cette progression subsiste jusqu'à ce que leur taille devienne suffisamment petite, soit inférieure à 0,1 µm. À ce stade, la pression de rayonnement du Soleil entre en compétition avec la gravité. Lorsque le rapport de la force de radiation sur la force de gravité est supérieur à 0,5, ces poussières sont évacuées hors du Système solaire interne. Mais pour un rapport proche de 0,1, l'effet Poynting-Robertson conduit ces poussières à spiraler lentement vers le Soleil jusqu'à leur évaporation à environ une unité astronomique de celui-ci. Enfin, pour un rapport entre 0,1 et 0,5 le destin des poussières dépendra de leurs conditions initiales de vélocité.
Contrairement à une idée courante, et malgré le nombre d'astéroïdes qui la composent, la ceinture d'astéroïdes reste très peu dense et chaque astéroïde est généralement séparé du plus proche par en moyenne un million de kilomètres[pas clair].

### Masse
La masse totale de la ceinture d'astéroïdes est estimée entre 3,0 et 3,6 × 1021 kg (3 à 3,6 milliards de milliards de tonnes), soit 4 à 5 % de celle de la Lune,. Les quatre plus grands objets, Cérès, Vesta, Pallas et Hygée, représentent quasiment la moitié de la masse totale de la ceinture ; Cérès compte pour un tiers à lui tout seul,. Cérès est le seul astéroïde suffisamment grand pour que sa gravité lui fasse prendre une forme sphérique et il est désormais considéré comme une planète naine. Il orbite à 2,8 ua du Soleil, ce qui est également la distance du centre de masse de la ceinture d'astéroïdes. Vesta a par ailleurs une magnitude absolue plus élevée que les autres astéroïdes, aux environs de 3,20.

### Composition
Au début du Système solaire, les astéroïdes ont subi un certain degré de fusion, permettant à leurs éléments d'être partiellement ou complètement différenciés par masse. Certains corps initiaux pourraient avoir connu une période de volcanisme explosif et des océans de magma. Cependant, du fait de leur petite taille, cette période de fusion fut brève (par rapport aux planètes) et s'est généralement terminée il y a 4,5 milliards d'années après avoir duré entre quelques dizaines et une centaine de millions d'années.

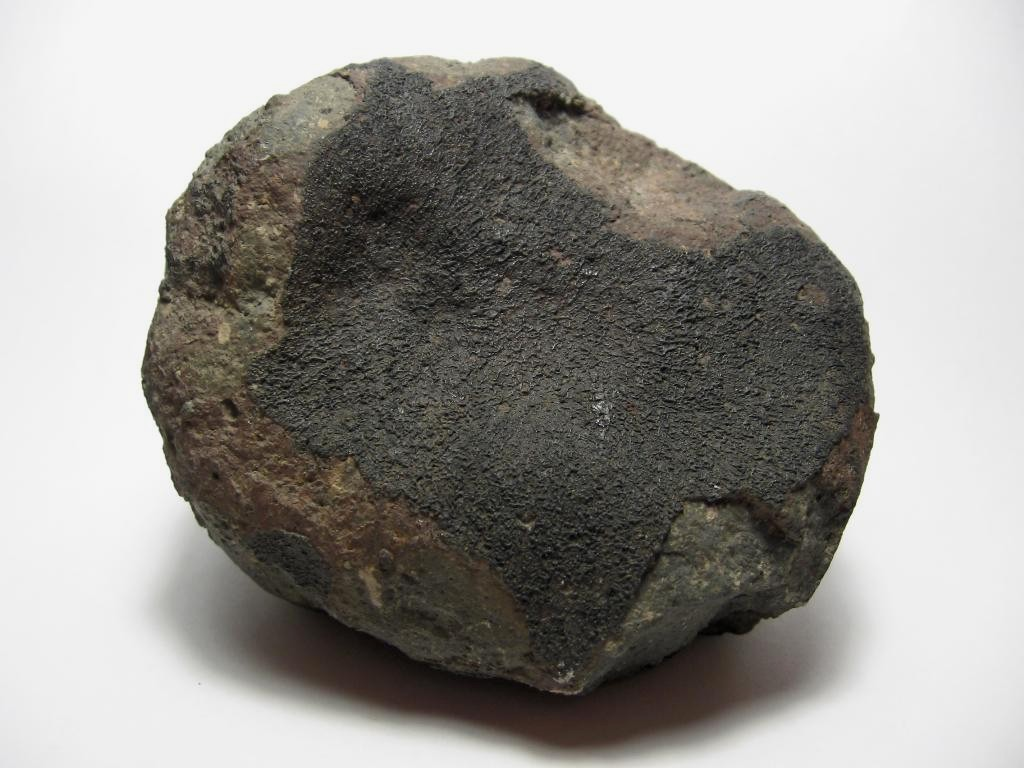
Météorite d'Allende, une chondrite carbonée tombée au Mexique en 1969. On pense que sa composition est similaire à celle de nombreux astéroïdes.

La ceinture d'astéroïdes comprend principalement trois catégories d'astéroïdes. Dans la partie externe, près de l'orbite de Jupiter, les astéroïdes riches en carbone prédominent. Ces astéroïdes de type C incluent plus de 75 % de tous les astéroïdes visibles. Ils sont plus rouges que les autres astéroïdes et possèdent un albédo très faible. Leur composition de surface est similaire aux météorites chondrites carbonées. Du point de vue chimique, leur spectre indique une composition analogue à celle du Système solaire primitif, sans les éléments légers et volatils (comme les glaces).
Vers l'intérieur de la ceinture, aux alentours de 2,5 ua du Soleil, les astéroïdes de type S (silicates) sont les plus courants,. Le spectre de leur surface révèle la présence de silicates et de quelques métaux, mais aucun composé carboné significatif. Ils sont donc constitués de matériaux profondément modifiés depuis les débuts du Système solaire. Leur mécanisme de formation supposé inclut une phase de fusion qui a provoqué une différenciation de masse. Ils possèdent un albédo relativement élevé et forment 17 % du total.
Une troisième catégorie, regroupant 10 % du total, est celle des astéroïdes de type M (riches en métaux). Leur spectre ressemble à celui d'un alliage fer-nickel, avec une apparence blanche ou légèrement rouge et aucune caractéristique d'absorption. On pense que certains astéroïdes de type M se sont formés dans les noyaux métalliques d'objets plus gros qui ont été fragmentés par collision. Cependant, certains composés silicates peuvent produire une apparence similaire ; par exemple, l'astéroïde de type M Calliope ne semble pas être composé principalement de métal. À l'intérieur de la ceinture, la distribution des astéroïdes de type M culmine à 2,7 ua du Soleil. On ignore si tous les astéroïdes de type M ont une composition similaire ou s'il s'agit d'un label regroupant plusieurs variétés n'appartenant pas aux classes C et S.
La ceinture d'astéroïdes ne contient que peu d'astéroïdes de type V, basaltiques, un fait dont on ne connait pas la raison. Les théories de formation des astéroïdes prédisent que des objets de la taille de Vesta ou plus grands devraient former des croûtes et des manteaux, lesquels seraient principalement composés de roches basaltiques ; plus de la moitié des astéroïdes devraient alors être composés de basalte ou d'olivine. Les observations suggèrent que 99 % du basalte prédit n'existe pas. Jusqu'en 2001, on pensait que la plupart des corps basaltiques découverts dans la ceinture provenaient de Vesta (d'où leur nom de type V). Cependant, la découverte de (1459) Magnya a révélé une composition chimique légèrement différente des autres astéroïdes basaltiques, suggérant une origine distincte. En 2007, (7472) Kumakiri et (10537) 1991 RY16 furent découverts possédant une composition basaltique et dont l'origine ne peut provenir de Vesta. À ce jour (octobre 2007), il s'agit des seuls astéroïdes de type V découverts dans la ceinture externe.
La température dans la ceinture varie en fonction de la distance au Soleil. Pour des particules de poussière, la température typique va de 200 K (-73 °C) à 2,2 ua à 165 K (-108 °C) à 3,2 ua. Pour un astéroïde plus gros, sa rotation impose des variations plus importantes, sa surface étant exposée alternativement au rayonnement solaire et au fond stellaire.

### Orbites

#### Généralités
La grande majorité des astéroïdes de la ceinture principale a une excentricité inférieure à 0,4 et une inclinaison inférieure à 30°. Leur distribution orbitale est maximale pour une excentricité d'environ 0,07 et une inclinaison inférieure à 4°. De façon schématique, un astéroïde typique de la ceinture principale possède une orbite relativement circulaire située près du plan de l'écliptique, mais il existe des exceptions.
Le terme de « ceinture principale » est parfois utilisé pour désigner exclusivement la région centrale où la concentration en astéroïdes est la plus grande. Elle est située entre les lacunes de Kirkwood 4:1 et 2:1, entre 2,06 et 3,27 ua et ses composants ont une excentricité plus petite que 0,33 et une inclinaison inférieure à 20°. Cette région contient 93,4 % de tous les astéroïdes numérotés du Système solaire.
Les deux diagrammes suivants mettent en évidence certains éléments orbitaux des astéroïdes connus en fonction de leur demi-grand axe (en ua) ; les astéroïdes de la ceinture sont indiqués en rouge et bleu, entre 2 et 4 ua (le rouge correspondant à la région la plus peuplée de la ceinture). Le groupe d'astéroïdes situé vers 5,2 ua est celui des troyens.

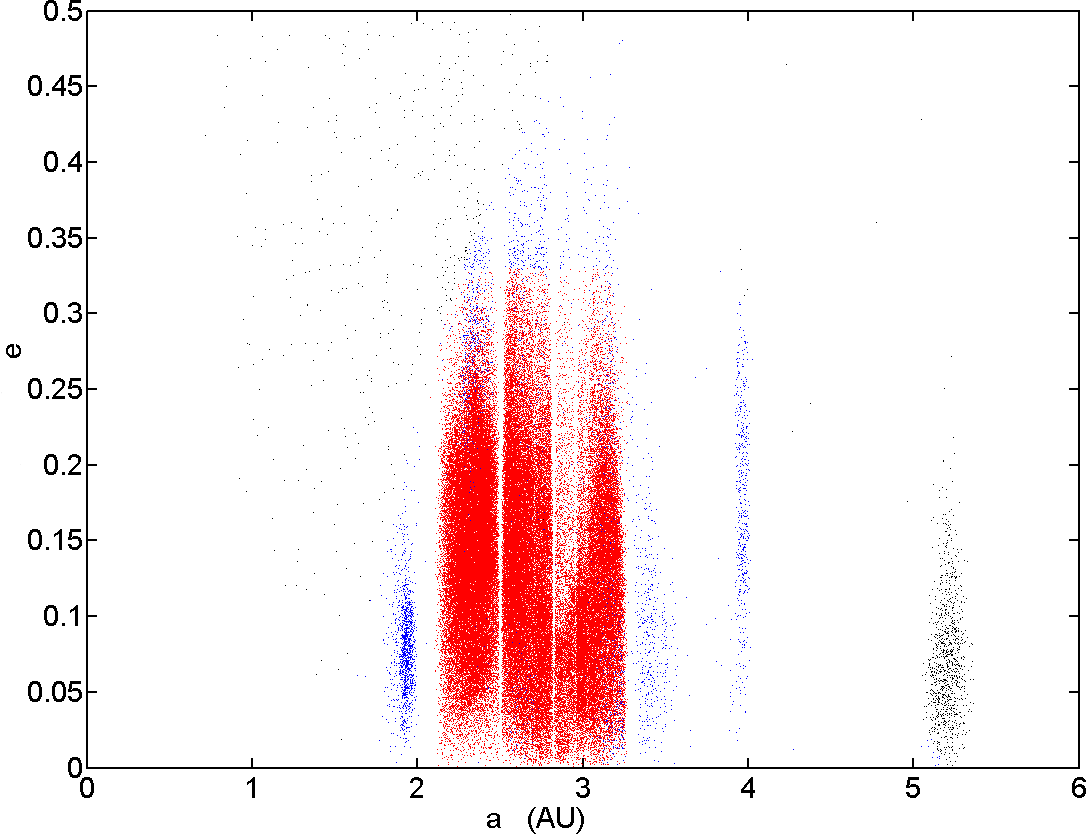
Excentricité des astéroïdes connus en fonction de leur demi-grand axe.
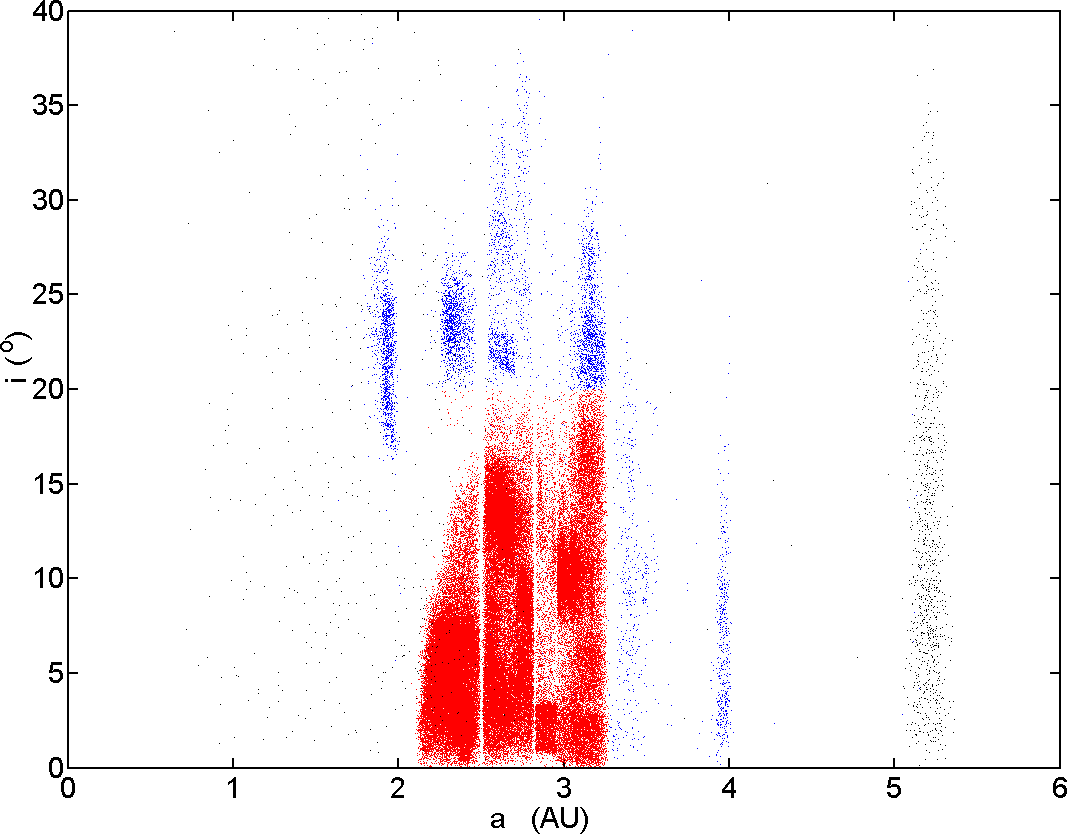
Inclinaison des astéroïdes connus en fonction de leur demi-grand axe.

#### Lacunes de Kirkwood

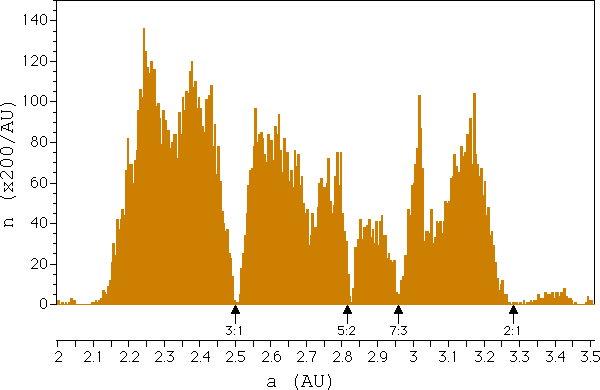
Diagramme représentant la distribution des astéroïdes en fonction du demi-grand axe à l'intérieur du « cœur » de la ceinture. Les flèches bleutées pointent les lacunes de Kirkwood, où les effets de résonance orbitale avec Jupiter déstabilisent les orbites des petits corps qui pourraient s'y trouver.

La distribution des demi-grands axes des astéroïdes (et donc, lorsque leur excentricité est faible, de leur période orbitale) fait apparaître des zones clairement dépourvues d'astéroïdes, appelées lacunes de Kirkwood. Ces lacunes apparaissent pour les demi-grands axes où le rapport entre la période orbitale d'un astéroïde et celle de Jupiter est une fraction entière. Pour un petit objet répondant à cette condition, les effets de résonance avec la planète sont suffisants pour en perturber les éléments orbitaux. En pratique, les astéroïdes qui ont pu se situer par le passé sur de telles orbites (soit initialement à cause de la migration de l'orbite de Jupiter ou à cause de perturbations ou collisions antérieures) ont graduellement été déplacés vers des orbites possédant un demi-grand axe différent.
Les lacunes de Kirkwood n'apparaissent que dans l'examen de la distribution des demi-grands axes des astéroïdes. En pratique, l'orbite de ceux-ci étant elliptique, de nombreux astéroïdes traversent la distance au Soleil correspondant aux lacunes ; à un moment quelconque, la densité d'astéroïdes dans les lacunes n'est pas significativement différente de celle des régions voisines.
Les lacunes principales se produisent en résonance 3:1, 5:2, 7:3 et 2:1 avec Jupiter. Ainsi, un astéroïde situé dans la lacune 3:1 réaliserait 3 orbites autour du Soleil pour chaque orbite de Jupiter. Des résonances plus faibles se produisent pour d'autres valeurs des demi-grands axes, causant un nombre moins important d'astéroïdes à posséder ces valeurs (par exemple la résonance 8:3 pour le demi-grand axe de 2,71 ua).
La région centrale de la ceinture d'astéroïdes est parfois subdivisée en trois zones, fondées sur les lacunes de Kirkwood les plus importantes. La zone I s'étend de la résonance 4:1 (2,06 ua) à la résonance 3:1 (2,5 ua). La zone II part de la fin de la zone I jusqu'à la résonance 5:2 (2,82 ua). La zone III débute à la limite externe de la zone II jusqu'à la lacune de la résonance 2:1 (3,28 ua).
La ceinture principale peut également être divisée en ceinture interne et ceinture externe. La ceinture interne est composée des astéroïdes orbitant plus près de Mars que la lacune de Kirkwood de résonance 3:1 (2,5 ua) et la ceinture externe du reste des astéroïdes. Certains auteurs définissent ces deux ceintures à partir de la résonance 2:1 (3,3 ua). D'autres poussent la subdivision en définissant les ceintures interne, moyenne et externe.

#### Collisions
Aucun astéroïde connu plus grand que 100 m ne possède une période de rotation inférieure à 2,2 h. Sur un astéroïde tournant plus rapidement, tout matériau de surface faiblement fixé serait éjecté. Cependant, un objet solide serait capable de tourner plus rapidement sans se briser. Ceci suggère que la majorité des astéroïdes de plus de 100 m sont des empilements de débris formés par accumulation après collisions entre astéroïdes.
Du fait du grand nombre d'objets qu'elle contient, la ceinture d'astéroïdes est un environnement très actif et les collisions s'y produisent fréquemment (à l'échelle astronomique). On estime qu'une collision entre deux corps d'un diamètre supérieur à 10 km s'y produit tous les 10 millions d'années. Une collision peut fragmenter un astéroïde en plusieurs morceaux plus petits (et éventuellement former une nouvelle famille) et certains de ces débris peuvent former des météoroïdes.
Inversement, les collisions qui se produisent à des vitesses relatives faibles peuvent fusionner deux astéroïdes.
La ceinture d'astéroïdes contient des bandes de poussière (particules de moins d'un centième de µm) provenant en partie de collisions entre astéroïdes et d'impacts de micrométéorites. À cause de l'effet Poynting-Robertson, la pression du rayonnement solaire conduit cette poussière à spiraler lentement vers le Soleil.
La combinaison de cette poussière et du matériau éjecté par les comètes provoque la lumière zodiacale. Cette lueur peut être perçue la nuit dans la direction du Soleil le long du plan de l'écliptique. Les particules qui la produisent mesurent en moyenne 40 µm et ont une durée de vie de l'ordre de 700 000 ans. Afin de maintenir les bandes de poussières, de nouvelles particules doivent être produites régulièrement dans la ceinture d'astéroïdes.

## Familles et groupes

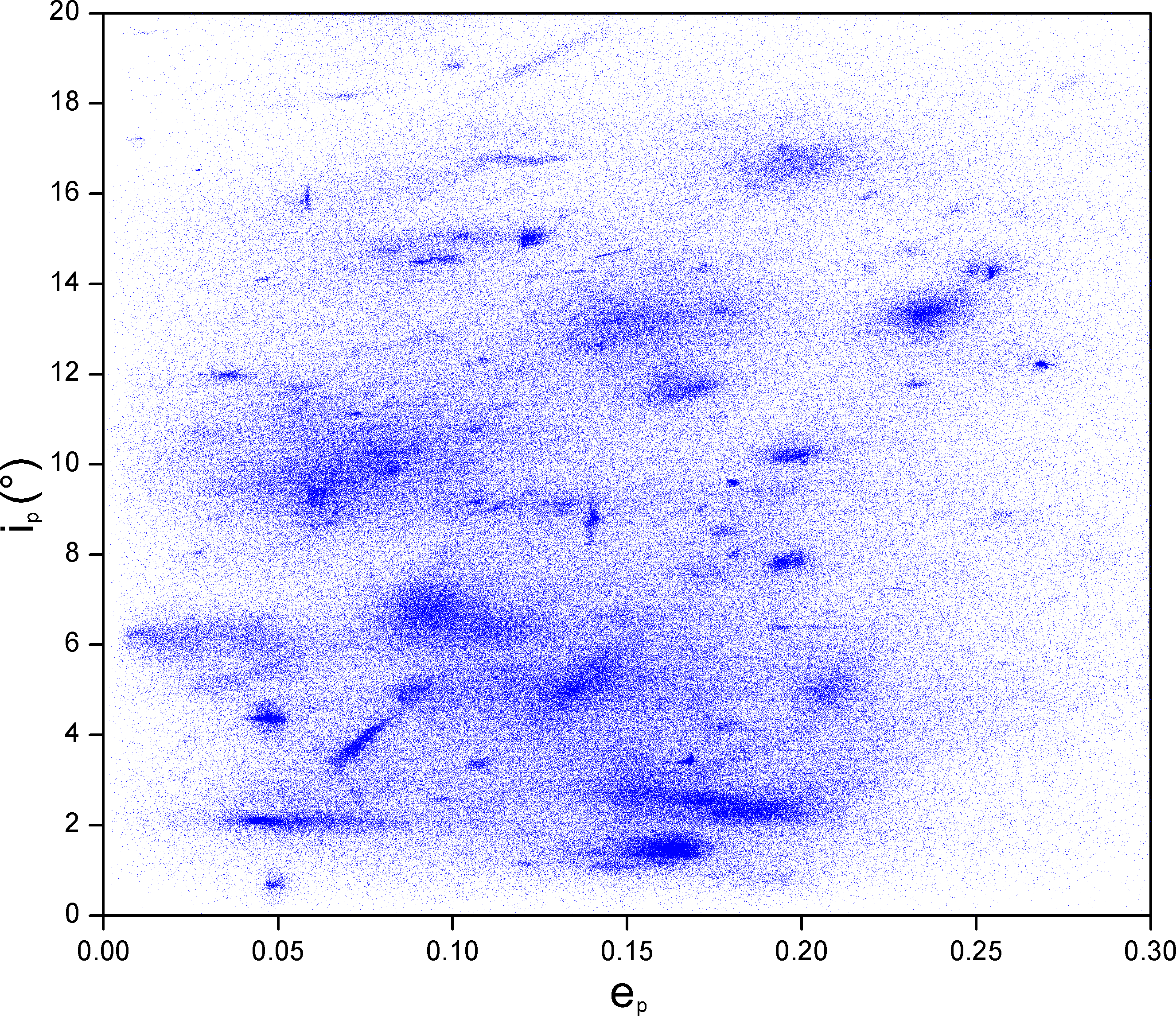
Diagramme de l'inclinaison (i_{p}, en degrés) des astéroïdes numérotés en fonction de leur excentricité (e_{p}) ; cette relation permet de faire apparaître plusieurs familles d'astéroïdes où ces deux valeurs sont très proches.

Environ un tiers des astéroïdes de la ceinture principale appartiennent à une famille d'astéroïdes. Une telle famille regroupe des astéroïdes possédant des éléments orbitaux similaires, comme le demi-grand axe, l'excentricité et l'inclinaison, ainsi que des caractéristiques spectrales communes, suggérant une origine commune dans la fragmentation d'un corps plus grand.
On estime de 20 à 30 le nombre de familles quasi certaines, dont les membres présentent un spectre commun. Les associations d'astéroïdes plus petites sont appelés des groupes.
Par ordre de demi-grand axe croissant, les familles principales sont celles de Flore, Eunomie, Coronis, Éos et Thémis. La famille de Flore, l'une des plus importantes, contient plus de 800 membres et se serait formée par une collision survenue il y a moins d'un milliard d'années.
Vesta est le plus grand astéroïde à faire partie d'une famille. La famille de Vesta se serait formée lors d'un impact ayant formé un cratère sur l'astéroïde. La météorite HED proviendrait de cet impact.
Trois bandes de poussières principales ont été observées dans la ceinture d'astéroïdes, partageant une inclinaison similaire aux familles d'Éos, Koronis et Thémis et pourraient leur être associées.

### Périphérie
Le groupe de Hungaria s'étend en périphérie interne de la ceinture, entre 1,8 et 2,0 ua. Ce groupe est nommé d'après son membre principal, (434) Hungaria. Il est séparé du reste de la ceinture par la lacune de Kirkwood 4:1 et est caractérisé par une forte inclinaison. Certains membres de ce groupe croisent l'orbite de Mars et il est possible que des perturbations gravitationnelles de cette planète en réduisent la population totale.
La famille de Phocée est située en bordure interne de la ceinture d'astéroïdes et est également marquée par une forte inclinaison. Cet ensemble est interprété comme étant une famille colisionnelle. Elle est composée principalement d'astéroïdes de type S, tandis que le groupe voisin de Hungaria est principalement constituée d'astéroïdes de type E. Elle orbite entre 2,25 et 2,5 ua.
Le groupe de Cybèle occupe la partie externe de la ceinture principale, entre 3,3 et 3,5 ua, avec une résonance 7:4 avec Jupiter. Le groupe de Hilda orbite entre 3,5 et 4,2 ua. Il est en résonance 3:2 avec Jupiter et constitué d'astéroïdes aux orbites relativement circulaires.
Il y a relativement peu d'astéroïdes au-delà de 4,2 ua et ce jusqu'au niveau de l'orbite de Jupiter. Les groupements suivant sont les deux sous-groupes de troyens de Jupiter qui ne sont généralement pas considérés comme faisant partie de la ceinture d'astéroïdes.

### Familles récentes
Certaines familles d'astéroïdes se sont formées récemment du point de vue astronomique. La famille de Karin semble s'être formée il y a 5,7 millions d'années à la suite d'une collision avec un astéroïde de 16 km de rayon. La famille de Veritas s'est formée il y a 8,3 millions d'années et des preuves de cet événement ont pris la forme d'une poussière interplanétaire retrouvée dans des sédiments océaniques.
Le groupe de Datura s'est semble-t-il formé il y a 450 000 ans par collision. Cette estimation est basée sur la probabilité que ses membres possèdent leur orbite actuelle plutôt qu'une preuve physique. Il pourrait avoir contribué à la poussière zodiacale. D'autres groupes récents, comme celui d'Iannini (entre 1 et 5 millions d'années) pourraient avoir contribué à cette poussière.

## Origine

### Formation
La plupart des scientifiques considèrent que la ceinture d'astéroïdes est composée de résidus du Système solaire primitif qui n'ont jamais formé de planète.
À l'origine, il avait été avancé que la ceinture proviendrait de la fragmentation d'une planète (nommée Phaéton). Cette hypothèse est tombée en désuétude à cause d'un certain nombre de problèmes. Le premier concerne l'énorme énergie nécessaire. Un autre est la faible masse totale de la ceinture, qui n'est qu'une fraction de celle de la Lune. Enfin, les différences de composition chimique entre les astéroïdes sont difficiles à expliquer si tous proviennent du même corps.
On pense que la formation des planètes suit un processus analogue à l'hypothèse de la nébuleuse solaire, qui suppose qu'un nuage de poussière et de gaz interplanétaire s'est effondré sous l'influence de sa propre gravité pour former un disque en rotation qui s'est condensé pour former le soleil et les planètes. Pendant les premiers millions d'années du Système solaire, un processus d'accrétion a graduellement accru la taille des corps, jusqu'à former les différentes planètes.
Dans les régions où la vitesse moyenne des collisions était trop élevée, la dislocation des planétésimaux tendait à dominer l'accrétion, empêchant la formation de corps suffisamment grands. De plus, les effets de résonance orbitale avec Jupiter tendent à perturber les petits corps vers d'autres orbites. La région située entre Mars et Jupiter contient plusieurs fortes résonances. Jupiter ayant migré vers le Soleil à la suite de sa formation, ces résonances ont balayé la ceinture d'astéroïdes, excitant la population des planétésimaux, accroissant leur vitesse relative. Les planétésimaux de cette région furent (et continuent à être) trop perturbés pour former une planète. Ils continuent à orbiter autour du Soleil indépendamment et à entrer en collision de façon occasionnelle. La ceinture d'astéroïdes peut être considérée comme une relique du Système solaire primitif.

### Évolution
La ceinture d'astéroïdes actuelle ne contiendrait qu'une petite partie de la masse de la ceinture primordiale. Sur la base de simulations informatiques, cette ceinture aurait eu une masse équivalente à celle de la Terre. À cause de perturbations gravitationnelles, la majeure partie des matériaux furent éjectés à peine un million d'années après leur formation, ne laissant finalement que moins de 0,1 % de la masse d'origine.
Depuis cette période, la distribution de la taille des astéroïdes dans la ceinture est restée relativement stable : il n'y a pas eu d'augmentation ou de baisse des dimensions typiques de ces astéroïdes. Cependant, ils furent affectés par différents processus ultérieurs comme le réchauffement interne (pendant les premières dizaines de millions d'années), la fonte de leur surface après des impacts ou l'effritement par radiation et bombardement de micrométéorites. Les astéroïdes en eux-mêmes ne sont donc pas des échantillons intacts du Système solaire primitif. Par contraste, les objets de la ceinture de Kuiper externe auraient subi bien moins de transformations.
La résonance orbitale 4:1 avec Jupiter, vers 2,06 ua, peut être considérée comme la limite interne de la ceinture. Les perturbations de Jupiter y déplacent les corps vers des orbites instables. De plus, la plupart des corps qui s'y sont formés furent éjectés par Mars (dont l'aphélie est situé à 1,67 ua) ou par des perturbations gravitationnelles au début du Système solaire. Les exceptions incluent le groupe de Hungaria, des astéroïdes situés sur des orbites très inclinées et qui furent ainsi protégés des perturbations.

## Découverte et exploration

### Observations télescopiques

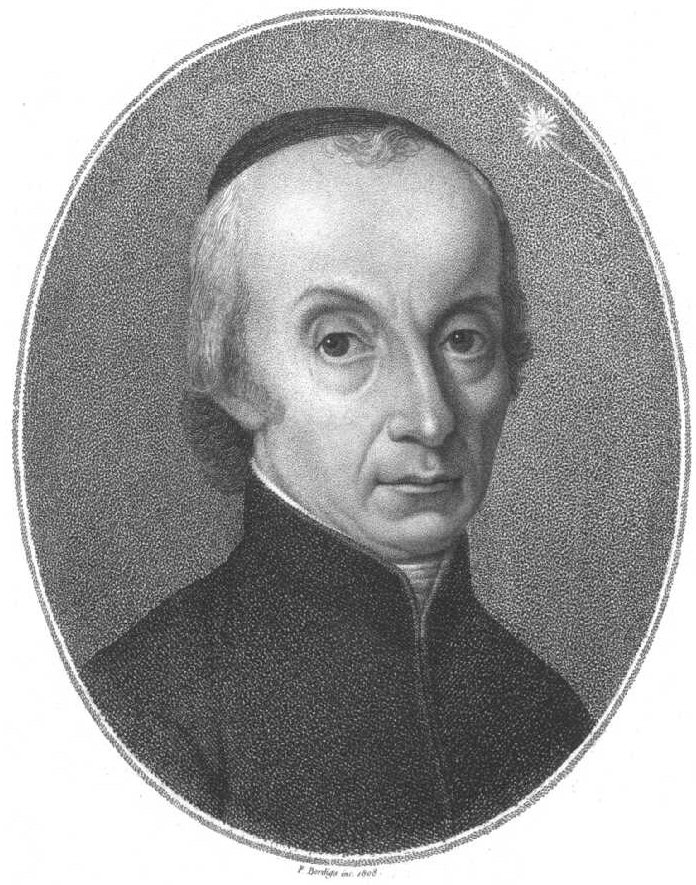
Portrait de Giuseppe Piazzi, découvreur du premier astéroïde, Cérès.

Le premier astéroïde fut découvert par Giuseppe Piazzi le 1er janvier 1801. Le calcul permit de révéler qu'il s'agissait d'un astre circulant en moyenne à 2,8 unités astronomiques du Soleil. Il fut nommé Cérès. D'autres astéroïdes ont ensuite été découverts : Pallas en 1802, Junon en 1804 et Vesta en 1807. Pendant une cinquantaine d'années, ces quatre corps furent considérés comme des petites planètes, venant se substituer à la « planète manquante » annoncée par Bode en 1772. Néanmoins, les différences importantes d'orbites et de luminosité entre ces quatre objets et leurs positionnements par rapport à la planète dite manquante fit naître un intense débat quant à leur statut.
La découverte d'Astrée en 1845 ainsi que de dizaines d'autres astéroïdes situés entre Mars et Jupiter durant la décennie suivante permit de mettre fin au débat et d'établir définitivement l'existence d'une ceinture d'astéroïdes entre les orbites de Mars et de Jupiter.
La découverte d'un nouvel astéroïde dans la ceinture principale est aujourd'hui un évènement banal puisqu'on en a découvert en moyenne plusieurs dizaines par jour entre 1995 et 2005 grâce à des programmes tels que LINEAR, NEAT ou Spacewatch. Concernant ce champ de recherches, même si des millions de découvertes restent à faire, les découvertes majeures ont d'ores et déjà été réalisées (astéroïdes binaires, satellites d'astéroïdes, astéroïdes avec plusieurs astéroïdes satellites...).

### Exploration spatiale

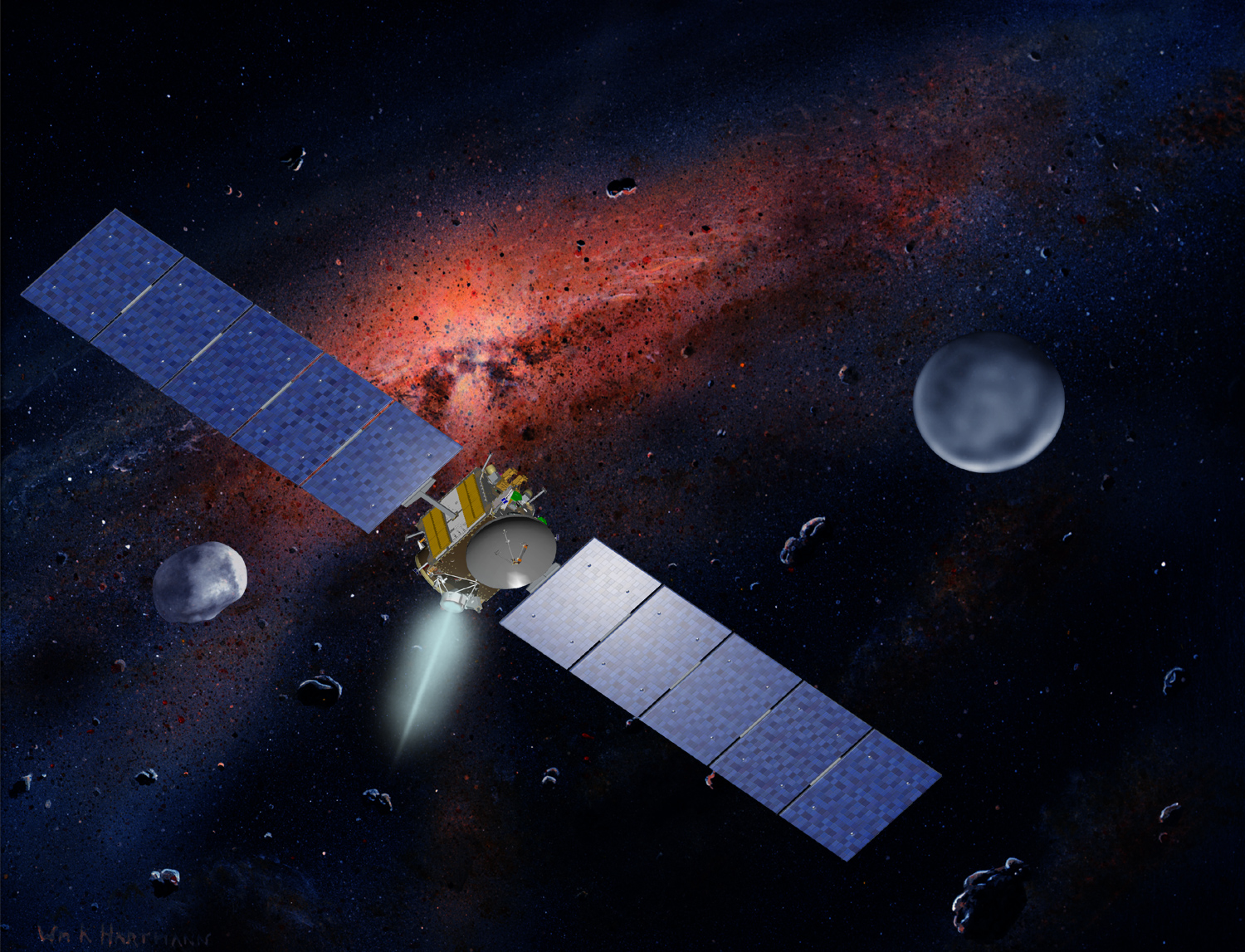
Vue d'artiste de la mission spatiale Dawn destinée à visiter Vesta (à gauche) et Cérès (à droite).

Le premier vaisseau spatial à avoir traversé la ceinture d'astéroïdes fut Pioneer 10, qui y entra le 16 juillet 1972. À cette époque, on ne savait pas avec certitude si les débris de la ceinture allaient causer ou non des dégâts à la sonde. Pioneer 10 la traversa cependant sans dommage. Depuis, la ceinture d'astéroïdes a été traversée par neuf autres sondes : Pioneer 11, Voyager 1, Voyager 2, Galileo, Cassini, NEAR, Ulysses, New Horizons et Juno sans incident. On estime désormais la probabilité qu'une sonde rencontre un astéroïde à moins d'un milliardième.
À la fin 2007, trois sondes ont été envoyées spécialement pour l'observation des astéroïdes. NEAR et Hayabusa furent consacrées à des astéroïdes proches de la Terre. Seule Dawn, lancée en juillet 2007, a pour but la ceinture d'astéroïdes, spécifiquement Vesta et Cérès. Si la sonde est toujours opérationnelle après avoir accompli ce travail, il est prévu de l'employer pour continuer de l'explorer.
À partir de 2026, la sonde spatiale Psyché dont le lancement a été effectué le 13 octobre 2023 dans le cadre du programme Discovery étudiera l’astéroïde du même nom.